# (240871) MOSS
(240871) MOSS es un asteroide perteneciente a los asteroides que cruzan la órbita de Marte, descubierto el 19 de febrero de 2006 por Michel Ory desde el Observatorio Astronómico del Jura, Vicques, Francia.

## Designación y nombre
Designado provisionalmente como 2006 DA. Fue nombrado por el Morocco Oukaimeden Sky Survey o MOSS, un estudio internacional del cielo realizado por aficionados y establecido en 2011. El telescopio MOSS T500 está ubicado en las montañas del Alto Atlas, a una altitud de 2750 m.

## Características orbitales
MOSS está situado a una distancia media del Sol de 2,415 ua, pudiendo alejarse hasta 3,218 ua y acercarse hasta 1,611 ua. Su excentricidad es 0,333 y la inclinación orbital 21,609 grados. Emplea 1370,38 días en completar una órbita alrededor del Sol.

## Características físicas
La magnitud absoluta de MOSS es 16,66. 